# Atrichopogon jamnbacki
Atrichopogon jamnbacki är en tvåvingeart som beskrevs av Wirth 1994. Atrichopogon jamnbacki ingår i släktet Atrichopogon och familjen svidknott. Inga underarter finns listade i Catalogue of Life.